# Sticciano
Sticciano ist ein Ortsteil (Fraktion, italienisch frazione) von Roccastrada in der Provinz Grosseto, Region Toskana in Italien.

## Geografie
Der Ort liegt 10 km südlich des Hauptortes Roccastrada und 19 km nördlich der Provinzhauptstadt Grosseto in den Colline Metallifere der Maremma. Der Ort liegt bei 303 m s.l.m. in der Gebirgskette Monte Leoni nahe dem Poggio Pinzi (358 m s.l.m.) und hat ca. 50 Einwohner. Der dazugehörige Ortsteil Sticciano Scalo (Scalo, Bahnhof) liegt bei 42 m s.l.m. und hat ca. 630 Einwohner. Zum Ort gehört neben Sticciano Scalo auch die Località (Nebenort) La Pescaia.

## Geschichte
Gräber der Etrusker aus dem 10. bis 8. Jahrhundert v. Chr. befinden sich nahe Sticciano Scalo. Der Hauptort selbst wird erstmals schriftlich erwähnt um 966 als Besitz der Aldobrandeschi. Die zweite schriftliche Dokumentation stammt von Papst Clemens III. vom 12. April 1188, als er die Pieve della Santissima Concezione dem Gebiet des Bischofs von Grosseto zuschlägt. Otto IV. zählt sie in einem Brief vom 31. Oktober 1209 zu den Besitztümern der Abbazia San Galgano. 1251 unterwirft der den Aldobrandeschi verbundene Graf Ranieri Cappuciani sich und Ort den Senesen, die 1273 die Festung (Cassero) und die Stadtbefestigungen ausbauen. Am Ende des 13. Jahrhunderts rebelliert der Ort gegen die Herrscher aus Siena, wird aber bereits 1314 wieder unterworfen. Endgültig zu Siena gelangt Sticciano 1328, als die senesischen Truppen unter Führung des Guidoriccio da Fogliano weite Teile der Gegend der Maremma, darunter auch Sticciano und Montemassi, einnehmen. 1438 stufte die Regierung in Siena den Ort aufgrund von Einwohnermangel als Lehen zurück. Das Lehen ging 1461 von Graf Conte Bindo Sticciani an die Familie von Enea Silvio Piccolomini (Papst Pius II.) über. Nach der Niederlage der Seneser Republik gegen die Florentinische im Jahre 1555 wurde der Ort Teil des Großherzogtums Toskana.

## Sehenswürdigkeiten

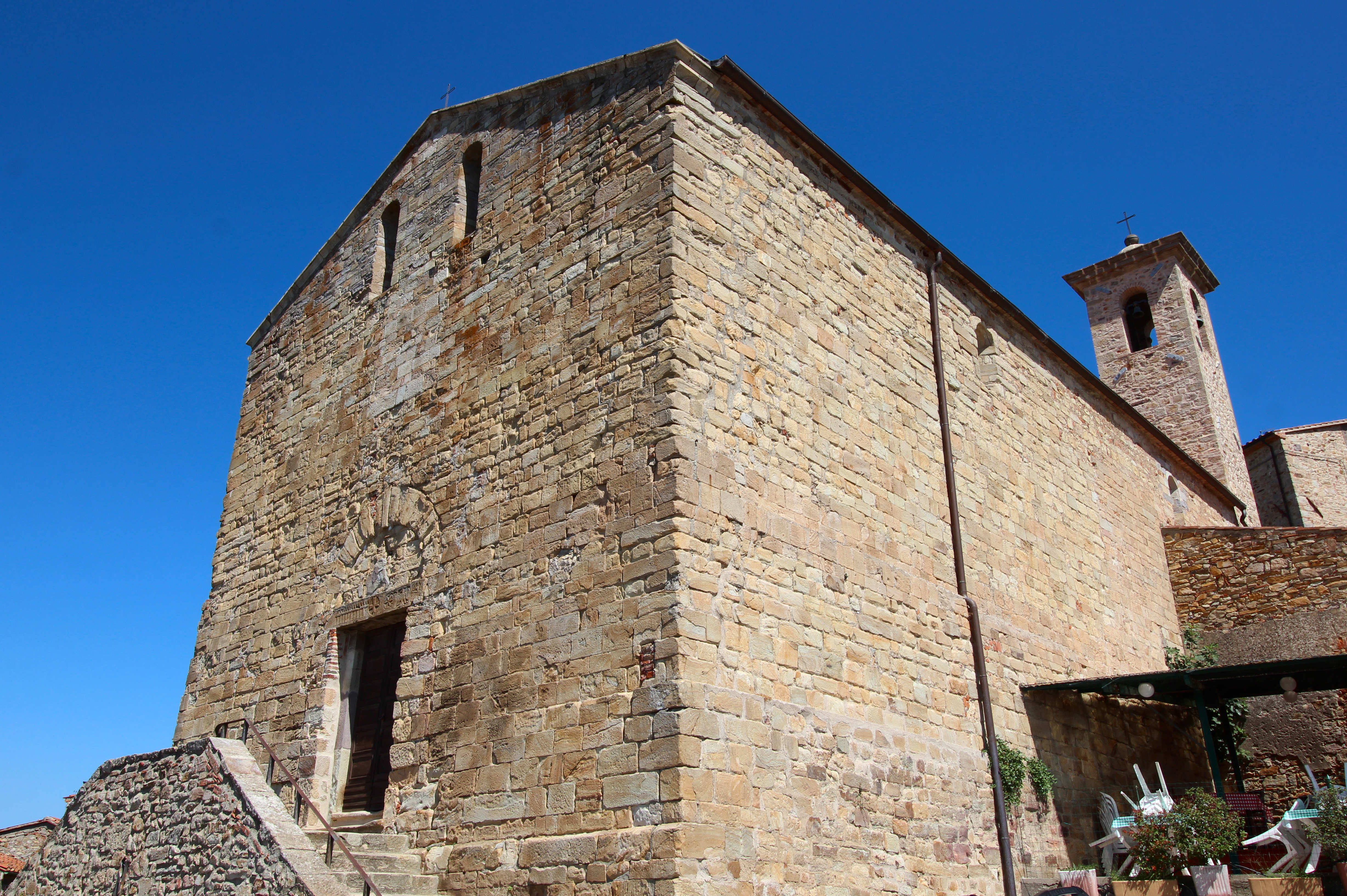
Die Kirche Chiesa della Santissima Concezione im Ortskern von Sticciano

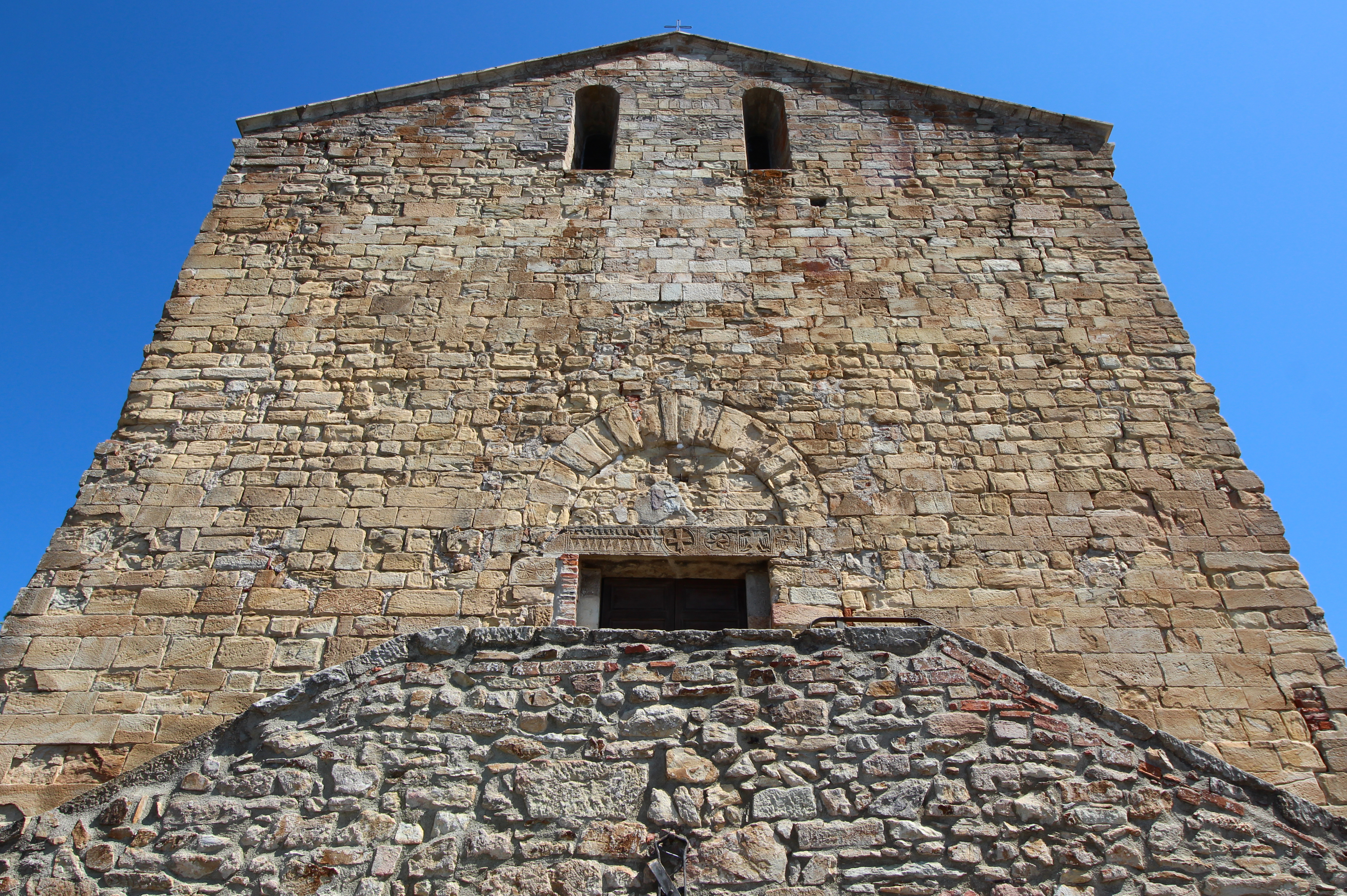
Die Fassade der Chiesa della Santissima Concezione mit dem Kreuz des Templerorden über dem Portal

- Chiesa della Santissima Concezione, Kirche im Ortskern, die aus der Pieve di Santa Mustiola (7. Jhd.) entstand. Enthält das Bild Madonna del Rosario con Santa Caterina da Siena e San Domenico (mit Sticciano im Hintergrund) von dem lokalen Maler Giovan Giuseppe Mattei (im Jahre 1700 entstanden)[3]
- Chiesa della Confraternita del Sacro Cuore di Gesù, Ex-Kirche aus dem 16. Jahrhundert im Ortskern[7].
- Palazzo Piccolomini, Palazzo im Ortskern
- Parrocchia di Sant’Antonio Abate agli Olmini di Sticciano, Pfarrkirche (Parochialkirche), die in den 1950er Jahren entstand[8].
- Villa Tolomei. Villa im Ortsteil La Pescaia

## Verkehr
Der Ort ist mit dem Bahnhof Sticciano Scalo an die Eisenbahnstrecke Siena–Grosseto angeschlossen.